# Carex tahoensis
Carex tahoensis är en halvgräsart som beskrevs av Frank Jason Smiley. Carex tahoensis ingår i släktet starrar, och familjen halvgräs. Inga underarter finns listade i Catalogue of Life.